# Anne-Sophie Bion
Anne-Sophie Bion é uma montadora francesa. Como reconhecimento, foi nomeada ao Oscar 2012 na categoria de Melhor Edição por The Artist.